# Élections législatives de 1993 en Haute-Savoie
Les élections législatives françaises de 1993 se déroulent les 21 et 28 mars 1993. Dans le département de la Haute-Savoie, cinq députés sont à élire dans le cadre de cinq circonscriptions.

## Élus
| Circonscription | Député sortant | Parti | Parti     | Député élu ou réélu | Parti | Parti     |
| --------------- | -------------- | ----- | --------- | ------------------- | ----- | --------- |
| 1re             | Jean Brocard   |       | UDF (PR)  | Bernard Accoyer     |       | RPR       |
| 2e              | Bernard Bosson |       | UDF (CDS) | Bernard Bosson      |       | UDF (CDS) |
| 3e              | Michel Meylan  |       | UDF (PR)  | Michel Meylan       |       | UDF (PR)  |
| 4e              | Claude Birraux |       | UDF (CDS) | Claude Birraux      |       | UDF (CDS) |
| 5e              | Pierre Mazeaud |       | RPR       | Pierre Mazeaud      |       | RPR       |

## Positionnement des partis
Les candidats d'alliance RPR-UDF et divers droite se présentent sous la bannière de l'Union pour la France et ceux du Parti socialiste derrière l'Alliance des Français pour le Progrès. Par ailleurs, Les Verts et Génération écologie s'unissent sous l'étiquette Entente des écologistes.

## Résultats

### Résultats à l'échelle du département
| Parti          | Parti                                 | Premier tour | Premier tour | Second tour | Second tour | Sièges |
| Parti          | Parti                                 | Voix         | %            | Voix        | %           | Sièges |
| -------------- | ------------------------------------- | ------------ | ------------ | ----------- | ----------- | ------ |
|                | Union pour la démocratie française    | 62 582       | 26,95        | 95 895      | 49,06       | 3      |
|                | Rassemblement pour la République      | 39 245       | 16,90        | 43 920      | 22,47       | 2      |
|                | Divers droite                         | 16 780       | 7,23         | 16 988      | 8,69        | 0      |
|                | Union pour la France                  | 118 607      | 51,07        | 156 803     | 80,22       | 5      |
|                |                                       |              |              |             |             |        |
|                | Parti socialiste                      | 23 743       | 10,22        |             |             | 0      |
|                | Divers gauche (Maj. prés.)            | 9 038        | 3,89         | 15 564      | 7,96        | 0      |
|                | Alliance des Français pour le progrès | 32 781       | 14,12        | 15 564      | 7,96        | 0      |
|                |                                       |              |              |             |             |        |
|                | Les Verts                             | 17 325       | 7,46         |             |             | 0      |
|                | Génération écologie                   | 11 568       | 4,98         | 0           |             |        |
|                | Entente des écologistes               | 28 893       | 12,44        |             |             | 0      |
|                |                                       |              |              |             |             |        |
|                | Front national                        | 34 336       | 14,79        | 23 107      | 11,82       | 0      |
|                | Parti communiste français             | 9 837        | 4,24         |             |             | 0      |
|                | Régionaliste                          | 3 923        | 1,69         | 0           |             |        |
|                | Le Trèfle - Les nouveaux écologistes  | 1 301        | 0,56         | 0           |             |        |
|                | Mouvement des citoyens                | 1 113        | 0,48         | 0           |             |        |
|                | Extrême gauche dont PT et SÉGA        | 1 088        | 0,47         | 0           |             |        |
|                | Divers dont PLN                       | 347          | 0,15         | 0           |             |        |
|                |                                       |              |              |             |             |        |
| Inscrits       | Inscrits                              | 368 602      | 100,00       | 368 582     | 100,00      | 5      |
| Abstentions    | Abstentions                           | 124 237      | 33,7         | 142 320     | 38,61       |        |
| Votants        | Votants                               | 244 365      | 66,3         | 226 262     | 61,39       |        |
| Blancs et nuls | Blancs et nuls                        | 12 139       | 4,97         | 30 788      | 13,61       |        |
| Exprimés       | Exprimés                              | 232 226      | 95,03        | 195 474     | 86,39       |        |

### Résultats par circonscription

#### Première circonscription (Annecy-Nord)
| Candidat       | Candidat            | Parti          | Premier tour | Premier tour | Second tour | Second tour |  |
| Candidat       | Candidat            | Parti          | Voix         | %            | Voix        | %           |  |
| -------------- | ------------------- | -------------- | ------------ | ------------ | ----------- | ----------- |  |
|                | Bernard Accoyer élu | RPR            | 14 697       | 29,42        | 19 983      | 51,99       |  |
|                | Jean-Claude Carle   | UDF (PR)       | 12 239       | 24,5         | 18 450      | 48,01       |  |
|                | André Tissot        | GÉ (EÉ)        | 7 999        | 16,01        |             |             |  |
|                | Alain Pitte         | PS (ADFP)      | 6 370        | 12,75        |             |             |  |
|                | Jacques Vassieux    | FN             | 5 667        | 11,35        |             |             |  |
|                | Jean-Paul Larese    | PCF            | 1 890        | 3,78         |             |             |  |
|                | Evelyne Tonnelier   | PT             | 1 088        | 2,18         |             |             |  |
|                |                     |                |              |              |             |             |  |
| Inscrits       | Inscrits            | Inscrits       | 77 507       | 100,00       | 77 505      | 100,00      |  |
| Abstentions    | Abstentions         | Abstentions    | 24 735       | 31,91        | 30 787      | 39,72       |  |
| Votants        | Votants             | Votants        | 52 772       | 68,09        | 46 718      | 60,28       |  |
| Blancs et nuls | Blancs et nuls      | Blancs et nuls | 2 822        | 5,35         | 8 285       | 17,73       |  |
| Exprimés       | Exprimés            | Exprimés       | 49 950       | 94,65        | 38 433      | 82,27       |  |

#### Deuxième circonscription (Annecy-Sud)
| Candidat       | Candidat                     | Parti          | Premier tour | Premier tour | Second tour | Second tour |  |
| Candidat       | Candidat                     | Parti          | Voix         | %            | Voix        | %           |  |
| -------------- | ---------------------------- | -------------- | ------------ | ------------ | ----------- | ----------- |  |
|                | Bernard Bosson sortant réélu | UDF (CDS)      | 21 077       | 47,5         | 27 388      | 74,85       |  |
|                | Michel Landrivon             | FN             | 6 030        | 13,59        | 9 202       | 25,15       |  |
|                | Marie-Sylvaine Dequier       | PS (ADFP)      | 5 987        | 13,49        |             |             |  |
|                | Françoise Rouge              | Les Verts (EÉ) | 5 417        | 12,21        |             |             |  |
|                | Charles Denu                 | Régionaliste   | 2 717        | 6,12         |             |             |  |
|                | André Genot                  | PCF            | 1 877        | 4,23         |             |             |  |
|                | Jean-Yves Tanguy             | UDI            | 919          | 2,07         |             |             |  |
|                | Jean-Pierre Giacomotti       | PLN            | 276          | 0,62         |             |             |  |
|                | Jean-Louis Authosserre       | Divers         | 71           | 0,16         |             |             |  |
|                |                              |                |              |              |             |             |  |
| Inscrits       | Inscrits                     | Inscrits       | 68 221       | 100,00       | 68 220      | 100,00      |  |
| Abstentions    | Abstentions                  | Abstentions    | 21 552       | 31,59        | 25 428      | 37,27       |  |
| Votants        | Votants                      | Votants        | 46 669       | 68,41        | 42 792      | 62,73       |  |
| Blancs et nuls | Blancs et nuls               | Blancs et nuls | 2 298        | 4,92         | 6 202       | 14,49       |  |
| Exprimés       | Exprimés                     | Exprimés       | 44 371       | 95,08        | 36 590      | 85,51       |  |

#### Troisième circonscription (Bonneville)
| Candidat       | Candidat                    | Parti          | Premier tour | Premier tour | Second tour | Second tour |  |
| Candidat       | Candidat                    | Parti          | Voix         | %            | Voix        | %           |  |
| -------------- | --------------------------- | -------------- | ------------ | ------------ | ----------- | ----------- |  |
|                | Michel Meylan sortant réélu | UDF (PR)       | 9 447        | 22,28        | 23 880      | 63,2        |  |
|                | Dominique Martin            | FN             | 8 562        | 20,19        | 13 905      | 36,8        |  |
|                | Jean-Claude Léger           | diss. RPR      | 6 862        | 16,18        |             |             |  |
|                | Alain Grévy                 | RPR            | 5 605        | 13,22        |             |             |  |
|                | Fernand Gannaz              | PS (ADFP)      | 3 832        | 9,04         |             |             |  |
|                | René Sournia                | GÉ (EÉ)        | 3 569        | 8,42         |             |             |  |
|                | Christine Cauchy            | PCF            | 1 901        | 4,48         |             |             |  |
|                | Jean-Marc Peillex           | Divers droite  | 1 328        | 3,13         |             |             |  |
|                | Laurence Brest              | LT-LNÉ         | 1 301        | 3,07         |             |             |  |
|                |                             |                |              |              |             |             |  |
| Inscrits       | Inscrits                    | Inscrits       | 67 849       | 100,00       | 67 838      | 100,00      |  |
| Abstentions    | Abstentions                 | Abstentions    | 23 603       | 34,79        | 24 684      | 36,39       |  |
| Votants        | Votants                     | Votants        | 44 246       | 65,21        | 43 154      | 63,61       |  |
| Blancs et nuls | Blancs et nuls              | Blancs et nuls | 1 839        | 4,16         | 5 369       | 12,44       |  |
| Exprimés       | Exprimés                    | Exprimés       | 42 407       | 95,84        | 37 785      | 87,56       |  |

#### Quatrième circonscription (Annemasse)
| Candidat       | Candidat                     | Parti                      | Premier tour | Premier tour | Second tour | Second tour |  |
| Candidat       | Candidat                     | Parti                      | Voix         | %            | Voix        | %           |  |
| -------------- | ---------------------------- | -------------------------- | ------------ | ------------ | ----------- | ----------- |  |
|                | Claude Birraux sortant réélu | UDF (CDS)                  | 19 819       | 45,08        | 26 177      | 62,71       |  |
|                | Jean-Pierre Buet             | Divers gauche (Maj. prés.) | 9 038        | 20,56        | 15 564      | 37,29       |  |
|                | Jean-Paul Selles             | FN                         | 6 994        | 15,91        |             |             |  |
|                | Joseph Grillet               | Les Verts (EÉ)             | 5 393        | 12,27        |             |             |  |
|                | Roger Martinet               | PCF                        | 1 610        | 3,66         |             |             |  |
|                | Gabriel Galice               | MDC                        | 1 113        | 2,53         |             |             |  |
|                |                              |                            |              |              |             |             |  |
| Inscrits       | Inscrits                     | Inscrits                   | 71 767       | 100,00       | 71 763      | 100,00      |  |
| Abstentions    | Abstentions                  | Abstentions                | 25 690       | 35,8         | 27 259      | 37,98       |  |
| Votants        | Votants                      | Votants                    | 46 077       | 64,2         | 44 504      | 62,02       |  |
| Blancs et nuls | Blancs et nuls               | Blancs et nuls             | 2 110        | 4,58         | 2 763       | 6,21        |  |
| Exprimés       | Exprimés                     | Exprimés                   | 43 967       | 95,42        | 41 741      | 93,79       |  |

#### Cinquième circonscription (Thonon-les-Bains)
| Candidat       | Candidat                     | Parti          | Premier tour | Premier tour | Second tour | Second tour |  |
| Candidat       | Candidat                     | Parti          | Voix         | %            | Voix        | %           |  |
| -------------- | ---------------------------- | -------------- | ------------ | ------------ | ----------- | ----------- |  |
|                | Pierre Mazeaud sortant réélu | RPR (UPF)      | 18 943       | 36,76        | 23 937      | 58,49       |  |
|                | Michel Vivien                | Divers droite  | 7 671        | 14,89        | 16 988      | 41,51       |  |
|                | Bernard Comont               | PS (ADFP)      | 7 554        | 14,66        |             |             |  |
|                | Daniel Lacroix               | FN             | 7 083        | 13,75        |             |             |  |
|                | Jacques Maylander            | Les Verts (EÉ) | 6 515        | 12,64        |             |             |  |
|                | Philippe Guichardaz          | PCF            | 2 559        | 4,97         |             |             |  |
|                | Alain Favre                  | Régionaliste   | 1 206        | 2,34         |             |             |  |
|                |                              |                |              |              |             |             |  |
| Inscrits       | Inscrits                     | Inscrits       | 83 258       | 100,00       | 83 256      | 100,00      |  |
| Abstentions    | Abstentions                  | Abstentions    | 28 657       | 34,42        | 34 162      | 41,03       |  |
| Votants        | Votants                      | Votants        | 54 601       | 65,58        | 49 094      | 58,97       |  |
| Blancs et nuls | Blancs et nuls               | Blancs et nuls | 3 070        | 5,62         | 8 169       | 16,64       |  |
| Exprimés       | Exprimés                     | Exprimés       | 51 531       | 94,38        | 40 925      | 83,36       |  |